# Takumi Nagasawa
Takumi Nagasawa (japanisch 長澤 卓己 Nagasawa Takumi; * 27. Mai 1992 in der Präfektur Tokio) ist ein japanischer Fußballspieler.

## Karriere
Nagasawa erlernte das Fußballspielen in der Jugendmannschaft von Tokyo Verdy, in der Schulmannschaft der Komazawa University High School sowie in der Universitätsmannschaft der Nippon Sport Science University. Seinen ersten Vertrag unterschrieb er am 1. Juli 2015 in Deutschland bei der BCV Glesch-Paffendorf in Bergheim. Hier spielte er bis Juni 2017. Von Juli 2017 bis Dezember 2017 war er vertrags- und vereinslos. 2018 nahm ihn der  YSCC Yokohama aus dem japanischen Yokohama unter Vertrag. Hier wurde er 2018 in der Reservemannschaft eingesetzt. Seit 2019 spielt er für Yokhomama in der dritten Liga.